# Resolució 1439 del Consell de Seguretat de les Nacions Unides
La Resolució 1439 del Consell de Seguretat de les Nacions Unides, adoptada per unanimitat el 18 d'octubre de 2002 després de reafirmar la resolució 864 (1993) i totes les resolucions posteriors sobre Angola, en especial la 1127 (1997), 1173 (1998), 1237 (1999), 1295 (2000), 1336 (2002), 1348 (2002), 1374 (2002), 1404 (2002), 1412 (2002) i 1432 (2002) el Consell va ampliar el mecanisme de control de les sancions contra la UNITA durant dos mesos fins al 19 de desembre de 2002 i va aixecar una prohibició de viatge contra els seus membres.
El Consell de Seguretat va expressar la seva preocupació pels efectes de la guerra civil sobre la situació humanitària i va donar la benvinguda a les mesures adoptades pel govern d'Angola per implementar el Protocol de Lusaka i altres acords. Actuant amb el Capítol VII de la Carta de les Nacions Unides, el Consell va ampliar el mecanisme de vigilància per un període addicional de dos mesos i li va demanar que informés periòdicament al Comitè establert en la Resolució 864 amb un informe addicional abans del 13 de desembre de 2002. A més, es va requerir informar en un termini de deu dies sobre un pla d'acció per al seu futur treball. El president del Comitè ha de presentar l'informe al Consell el 19 de desembre de 2002, en particular pel que fa a les violacions de les sancions.
Es va demanar al secretari general Kofi Annan que nomenés dos experts per servir al mecanisme de seguiment i fixar arranjaments financers a aquest efecte. Tots els països van ser convidats a cooperar amb el mecanisme durant el seu mandat.
Finalment, la resolució va decidir que la prohibició de viatjar contra els funcionaris d'UNITA acabaria el 14 de novembre de 2002 i tindria lloc una revisió de totes les altres sancions contra la UNITA abans del 19 de novembre de 2002.